# مات تود
مات تود (بالإنجليزية: Matt Todd)‏ هو لاعب اتحاد الرغبي نيوزلندي، ولد في 24 مارس 1988 في كرايستشرش في نيوزيلندا.

## وصلات خارجية
- مات تود عل موقع إسبنسكروم (الإنجليزية)
- مات تود على موقع ItsRugby.co.uk (الإنجليزية)